# Krostitz
Krostitz – miejscowość i gmina w Niemczech, w kraju związkowym Saksonia, w okręgu administracyjnym Lipsk, w powiecie Nordsachsen, siedziba wspólnoty administracyjnej Krostitz. Do reformy administracyjnej w 2008 gmina leżała w powiecie Delitzsch.

## Geografia
Gmina Krostitz leży ok. 15 km na północ od Lipska, i ok. 10 km na południowy wschód od Delitzsch, na trasie drogi krajowej B2.
W skład obszaru gminy wchodzą następujące dzielnice:
- Beuden
- Hohenossig
- Kletzen
- Krensitz
- Krostitz
- Kupsal
- Lehelitz
- Mutschlena
- Niederossig
- Priester
- Pröttitz
- Zschölkau